# Una vida menos en Canarias
Una vida menos en Canarias es una serie española de acción, drama y procedimental creada por Fran Carballal, Enrique Lojo y Curro Royo para Antena 3 y Atresplayer. Está producida por Buendía Estudios y Plano a Plano, y protagonizada por Ginés García Millán y Natalia Verbeke. Se estrenó en Atresplayer el 28 de enero de 2024, antes de su estreno en televisión tradicional en Antena 3.

## Reparto

### Reparto principal
- Ginés García Millán como Luis Lacasa
- Natalia Verbeke como Naira Oramas

### Reparto secundario
- Paco Marín como Ramón Junquera (Episodio 1 - Episodio 2)
- Mari Carmen Sánchez como Comisaria Cruz Betancourt (Episodio 1 - Episodio 5)
- Sergio Momo como Daniel "Dani" Perdomo (Episodio 1 - Episodio 5)
- Luna Zuazu como Jimena Lacasa (Episodio 1 - Episodio 5)
- Silvia Naval como Catalina "Cata" Marichal (Episodio 1 - Episodio 5)
- Dariam Coco como Bel (Episodio 1; Episodio 3 - Episodio 5)

### Reparto episódico
- Tito Asorey como Eduardo Barba (Episodio 1)
- Andrea Bronston como Sarai Levi (Episodio 1)
- Pablo Padrón como Santiago (Episodio 1)
- Christian Sánchez como Lorenzo "Loren" Candón (Episodio 1)
- Nicolás Gaude como Federico "Fede" Salmerón (Episodio 2)
- Bernabé Fernández como Sergio Ortega (Episodio 2)
- Daniel Albaladejo como Jaime Perujo (Episodio 2)
- Ramón Langa como Augusto Ortega (Episodio 2)
- Martí Cordero como Martín Perujo (Episodio 2)
- Marta Belmonte como Camila Salazar Turino (Episodio 3)
- Eduardo Velasco como Emilio Díaz (Episodio 3)
- Yiyo Alonso como Señor Salazar (Episodio 3)
- Kevin Medina como Mateo Otero (Episodio 3)
- José Lamuño como Tomás Ruiz (Episodio 4)
- Denisse Peña como Daniela Torrecilla (Episodio 4)
- Guadalupe Lancho como Ginesta (Episodio 4)
- Caterina Mengs como Yurena Terrero (Episodio 4)
- Ciro Miró como David Reina (Episodio 4)
- Horacio Colomé como Ian Montecarlo (Episodio 4)
- David Castillo como Matías (Episodio 4)
- Thaïs Blume como Patricia García (Episodio 5)
- Jorge Pobes como Ángel Durán (Episodio 5)
- Michael John Treanor como como Daniel Murphy (Episodio 5)
- María Garralón como Josefina Lorenzo (Episodio 5)

#### Con la colaboración especial de
- Enrique Alcides como Julio Cava (Episodio 1)
- Elisa Matilla como Dolores Madrazo Pérez (Episodio 3)
- Elena Ballesteros como Carmen Quintas (Episodio 5)

## Capítulos
| N.º | Título                           | Dirigido por       | Escrito por | Fecha de estreno en Antena 3 | Fecha de preestreno en Atresplayer | Audiencia en Antena 3 |
| --- | -------------------------------- | ------------------ | --- | ---------------------------- | ---------------------------------- | --------------------- |
| 1   | «Muerte en la isla»              | Inma Torrente      | Argumento: Fran Carballal, Enrique Lojo y Curro Royo Guión: Fran Carballal y Enrique Lojo                                | 4 de abril de 2024           | 28 de enero de 2024                | 1 299 000 (12,2%)     |
| 2   | «Muerte en el acuario»           | Inma Torrente      | Nano López Moure, Fran Carballal y Enrique Lojo                                                                          | 11 de abril de 2024          | 4 de febrero de 2024               | 949 000 (9,5%)        |
| 3   | «Muerte en la universidad»       | Inma Torrente      | Argumento: Pablo Roa, Fernando Sancristóbal y Verónica Fernández Guión: Fran Carballal y Enrique Lojo                    | 18 de abril de 2024          | 11 de febrero de 2024              | 880 000 (9,0%)        |
| 4   | «Muerte en el set»               | Moisés Ramos Paíno | Argumento: Pablo Manchado y Nerea Gil Guión: Nano López Moure, Nerea Gil y Pablo Manchado                                | 25 de abril de 2024          | 18 de febrero de 2024              | 757 000 (7,8%)        |
| 5   | «Hasta que la muerte nos separe» | Moisés Ramos Paíno | Argumento: Fran Carballal, Enrique Lojo, Nerea Gil y Pablo Manchado Guión: Fran Carballal, Enrique Lojo y Pablo Manchado | 2 de mayo de 2024            | 25 de febrero de 2024              | 809 000 (8,2%)        |

## Producción
En junio de 2023, durante la presentación del Atresplayer Day, Atresplayer anunció por primera vez la serie procedimental Una vida menos en Canarias como una serie original de la plataforma. En septiembre de 2023, la propietaria de Atresplayer, Atresmedia Televisión, anunció que el rodaje de la serie había comenzado, con Ginés García Millán y Natalia Verbeke como protagonistas.

## Lanzamiento y marketing
En septiembre de 2023, junto con el anuncio del rodaje de la serie, también se desveló que la serie se estrenaría en televisión tradicional en Antena 3 tiempo después de su estreno en Atresplayer. El 27 de diciembre de 2023, Atresplayer sacó el póster oficial de la serie y anunció que se estrenaría en la plataforma en enero de 2024. El 4 de enero de 2024, la plataforma sacó el primer teaser de la serie y concretó su fecha de estreno para el 28 de enero de 2024.

## Recepción
Una vida menos en Canarias ha recibido críticas mixtas por parte de los críticos. 
En La Vanguardia: "escudándose en estructuras reconocibles y su espíritu desenfadado, Una vida menos en Canarias también pone a un servidor en un aprieto. ¿Cómo se puede desaconsejar una serie que, sin dejar poso, entretiene con las ganas de los guionistas de pasar un buen rato? Para que nos entendamos, es la serie que necesitan los espectadores molestos porque Los misterios de Laura volvió con dos películas para televisión en vez de una temporada completa".
Vertele escribió que la serie "se presenta ante el público con dudas sobre la capacidad de resolver el entuerto [...] en tierra de nadie, en un lugar incómodo" y describió su propuesta narrativa como "un tanto anquilosada", además de decir que los actores "navegan[...] por distintos registros buscando encontrarse en un punto común", criticar el ritmo diciendo que "los 50 minutos [...] parecen ligeramente hinchados" y lamentar la decisión de realizar solo cinco capítulos, diciendo que "hay poco margen para descubrir a un protagonista carismático de largo recorrido", aunque también dijo que a partir de su segundo capítulo, "en su sencillez, en esa inevitable intrascendencia, todo comienza a funcionar", sugiriendo al final que la serie encajaría mejor en un canal como Atreseries que en Antena 3 o Atresplayer. Sandra Navarro de TVienes fue aún más dura, describiendo el guion como "flojo y sin alma, con una comedia forzada y unos gags mal incorporados y utilizados", sus personajes como "[carentes] de carisma [...] son poco atractivos para el espectador", la química entre los dos protagonistas como "forzada e inexistente", y de los casos capitulares dijo que "carecen de tensión, de intriga [...] no llegan a atrapar, emocionar o sorprender al espectador", además de criticar las interpretaciones como "flojas", salvando únicamente a Ginés García Millán, Natalia Verbeke y Sergio Momo, concluyendo que la serie cuenta con "una idea de origen muy interesante, pero mal ejecutada".
Por su parte, Aitziber Polo de El Palomitrón fue más positiva, escribiendo que Una vida menos en Canarias "no es el tipo de serie que pretenda ser [sutil]" y que "está contada de una forma [...] distendida y amena" y "funciona apoyándose en las deducciones de sus protagonistas al más puro estilo detectivesco clásico", aunque también levantó la duda de si el total de cinco capítulos "no se quedará corto".
En su llegada a Netflix en mayo de 2024, Una vida menos en Canarias se convirtió en un éxito de audiencia copando el puesto 2 del top 10 durante más de una semana, top en el que se sostuvo durante varias semanas.